# Носачів
Носачів — село в Україні, у Черкаському районі Черкаської області, у складі Ротмістрівської сільської громади. Кількість мешканців станом на 2011 рік становить 1 553 особи.

## Географія
Розташоване за 26 км на захід від міста Сміла та за 5 км від залізничної станції Цвіткове. Через село протікає річка Сріблянка, проходить залізниця Київ—Дніпро та старовинний Брацлавський шлях, нині автошлях Черкаси—Умань—Гайсин—Брацлав (317 км), побудований під керівництвом інженера-шляховика Степана Кожум'яки.

## Історія
Походження назви Носачів точно не відоме, але є декілька версій. Офіційна, яка каже що слово походить від прізвища козацького полковника часів Визвольної війни 1648—1657 рр. Тимоша Носача, який зупинявся в урочищі поблизу села. За твердженнями археологів скіфський могильник (Носачівський курган), розташований у межах села, належить до найстаріших скіфських комплексів другої половини 7 ст. до н. е.

## Населення

### Мова
Розподіл населення за рідною мовою за даними перепису 2001 року:
| Мова       | Кількість | Відсоток |
| ---------- | --------- | -------- |
| українська | 1522      | 98%      |
| російська  | 31        | 2%       |
| Усього     | 1553      | 100%     |

## Відомі люди
В селі народилися:
- Герасименко Олена Василівна (1958) — поетеса, член Національної спілки письменників України.
- Левченко Юрій Васильович (1987—2022) — майстер-старшина Збройних сил України, учасник російсько-української війни.
- Пасхалін Юрій Олександрович (1984—2014) — Герой України, захисник Майдану.
- Пилипенко Михайло Харлампійович (1888–1953) — український актор, заслужений артист УРСР.
- Федоренко Юрій Сергійович (1991) — український політик, правозахисник, громадський діяч та військовик.
- Федченко Павло Максимович (1920—2002) — український літературознавець, шевченкознавець, доктор філологічних наук, професор.